# Roger Wicker
Pour les articles homonymes, voir Wicker.
Roger Wicker, né le 5 juillet 1951 à Pontotoc (Mississippi), est un avocat et homme politique américain. Membre du Parti républicain, il est élu du 1er district congressionnel du Mississippi à la Chambre des représentants des États-Unis, couvrant notamment les villes de Columbus, Oxford et Tupelo, de 1995 à 2007. À la suite de sa nomination par le gouverneur Haley Barbour, il succède au démissionnaire Trent Lott au Sénat des États-Unis le 31 décembre 2007. Wicker est élu pour finir le mandat en 2008 puis réélu en 2012 et 2018.

## Biographie
Wicker est né à Pontotoc (Mississippi).
Diplômé en journalisme, en droit et sciences politiques de l'université du Mississippi.
Officier dans l'US Air Force de 1976 à 1980, il est avocat pendant de nombreuses années avant d'être élu député au congrès du Mississippi de 1987 à 1994.

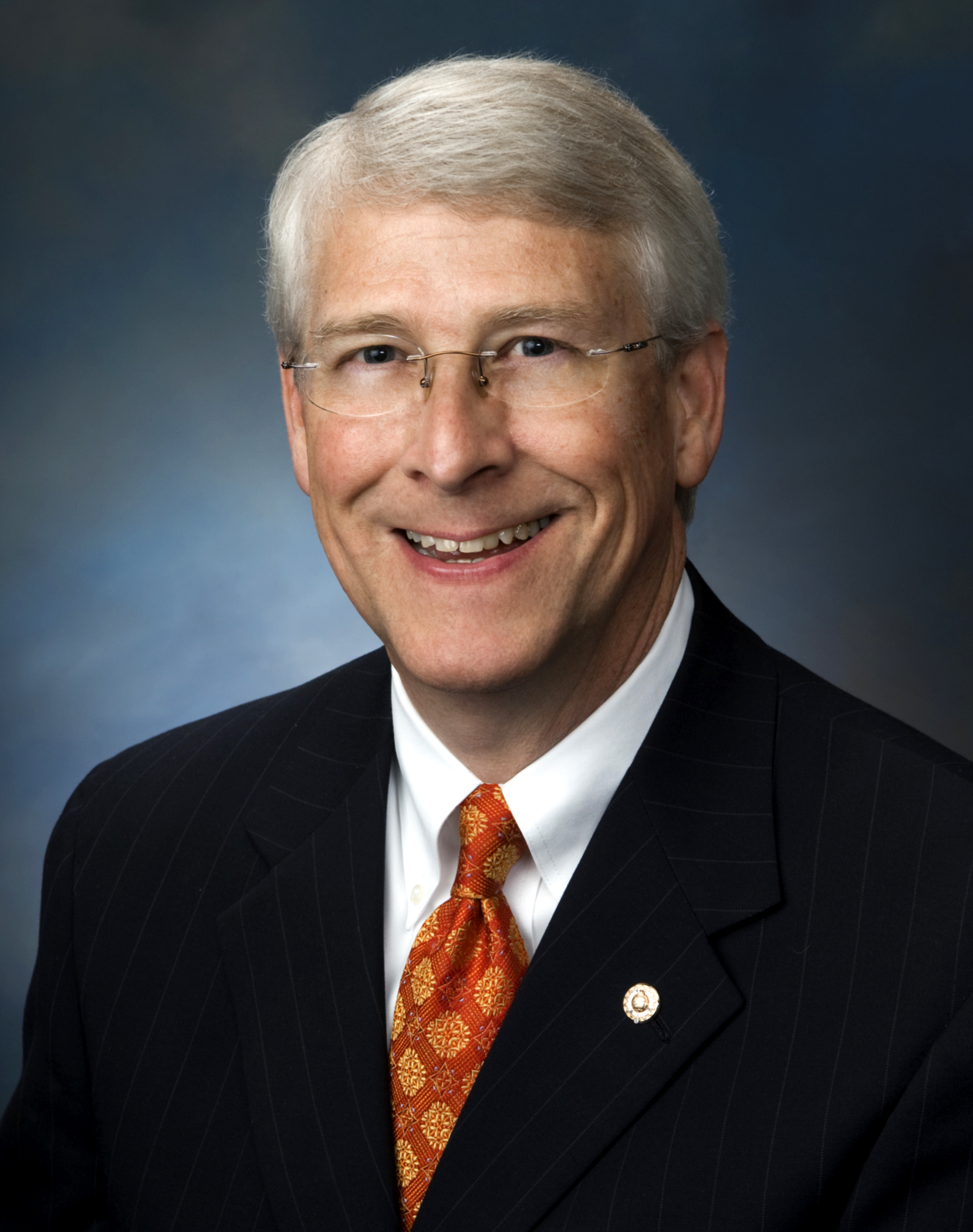
Roger Wicker en 2008.

En 1994, il est élu avec 63 % des voix à la Chambre des représentants des États-Unis, succédant au démocrate Jamie Whitten (en), qui fut élu dans le 1er district du Mississippi pendant 54 ans. Wicker fut ensuite constamment confortablement réélu jusqu'en 2006.
Le 31 décembre 2007, Haley Barbour le nomme pour occuper le siège vacant de Trent Lott au sénat des États-Unis. Il est candidat à l'élection spéciale chargée de confirmer le choix du gouverneur. Lors de celle-ci, le 4 novembre 2008, il est élu avec 55 % des voix contre 45 % à l'ancien gouverneur démocrate Ronnie Musgrove (en).
Le 16 avril 2013, le Capitole des États-Unis intercepte une lettre lui étant destiné contrôlée positive à la ricine.
Il est élu pour un premier mandat complet lors des élections de 2012 avec 57,2 % des suffrages devant le démocrate Albert Gore (40,6 %).
Il s'oppose en 2015 à l'adoption d'un amendement déclarant que « le changement climatique est réel ». Il s'est engagé pour le retrait des États-Unis de l'accord de Paris sur le climat. Lui-même a reçu des fonds des industries du pétrole, du gaz et du charbon pour financer ses campagnes électorales.
Lors des élections sénatoriales du 6 novembre 2018, il obtient un nouveau mandat en tant que sénateur, récoltant près de 59 % des suffrages exprimés.
En septembre 2023, Roger Wicker, suggère sur le statut d'état de Porto Rico au sénat américain un processus de consultation en deux tours. Le premier vote est prévu le 4 août 2024, où les Portoricains auront le choix entre quatre alternatives l'annexion aux États-Unis, l'indépendance, la souveraineté en libre association et un État libre associé aux États-Unis.
Candidat à un nouveau mandat dans le cadre des élections sénatoriales de 2024, il remporte très nettement un second mandat contre le démocrate Ty Pinkins.